# 도가와 겐타
도가와 겐타(일본어: 戸川 健太, 1981년 6월 23일 ~ )는 일본의 전 축구 선수이다.

## 구단 경력
과거 도쿄 베르디, 요코하마 FC, 가이나레 돗토리, 후쿠시마 유나이티드 FC에서 활동하였다.